# Mount-Kenya-Massiv
Das Mount-Kenya-Massiv (auch Mount Kenya oder Mount Kenia; in der Sprache der Massai Kirinyaga und Kinyaa „schwarz-weißer Berg“) ist mit 5199 m das zweithöchste Bergmassiv in Afrika und ein erloschener Vulkan. Der Mount Kenya befindet sich rund 15 km südlich des Äquators in Kenia, das sich nach dem Berg benannte.
1949 wurde der Mount-Kenya-Nationalpark gegründet. 1983 wurde der Mount-Kenya-Nationalpark mit dem 65000 ha großen Schutzgebiet Lewa Wildlife Conservancy erweitert. 1997 wurden der Mount-Kenya-Nationalpark und das Lewa Wildlife Conservancy mit dem Ngare Ndare Forest Reserve (LWC-NNFR) von der UNESCO zum Weltnaturerbe erklärt.

## Geographie
Das Mount-Kenya-Massiv liegt etwa 193 km nordöstlich der kenianischen Hauptstadt Nairobi und etwa 480 km von der kenianischen Küste entfernt. Dort befindet es sich etwa im Herzen des Landes im Mount-Kenya-Nationalpark. Während das Gelände in Richtung Osten über den Tana zum noch weit entfernten Indischen Ozean hin abfällt, geht es vor allem nach Westen in das kenianische Hochland und die Trockensavanne über.

## Mount-Kenya-Nationalpark
Der Mount-Kenya-Nationalpark umschließt das zentrale Mount-Kenya-Massiv ab etwa 3200 m Höhe. Zweck des rund 715 km² großen Nationalparks ist es, das Landschaftsbild und die Flora und Fauna zu schützen und für die Zukunft zu bewahren. Der Mount-Kenya-Nationalpark wurde im Jahr 1949 ausgewiesen.

## Lewa Wildlife Conservancy
Das Lewa Wildlife Conservancy umfasst 65000 Hektar und eine Vielzahl wilder Lebensräume, darunter Hochlandwälder, weite offene Graslandschaften, Schmelzwasser-Bergquellen und Akazienwälder. Das Schutzgebiet wurde 1983 gegründet und ist für seine erfolgreiche Nashorn - und Grevy-Zebra-Zucht bekannt. Lewa beherbergt 10 % der kenianischen Nashornpopulation und 20 % der weltweiten Grevy-Zebra-Population. Das Schutzgebiet ist vollständig eingezäunt und beschäftigt über 150 Ranger. Die Verwaltung führt umfangreiche Maßnahmen in den umliegenden Gemeinden durch, darunter Gesundheits-, Bildungs-, Mikrofinanz- und Wasserprojekte, um den Nutzen der Wildtiere mit der Gemeinde zu teilen. Das „Lewa Wildlife Conservancy-Ngare Ndare Forest Reserve“ (LWC-NNFR) umfasst die bewaldeten Ausläufer und steilen Täler an den unteren Hängen des Mount Kenya und erstreckt sich nach Norden bis zu den relativ flachen, trockenen vulkanischen Böden, die Grasland und offene Waldgebiete in der Laikipia-Ebene beherbergen.

## Landschaftsbild

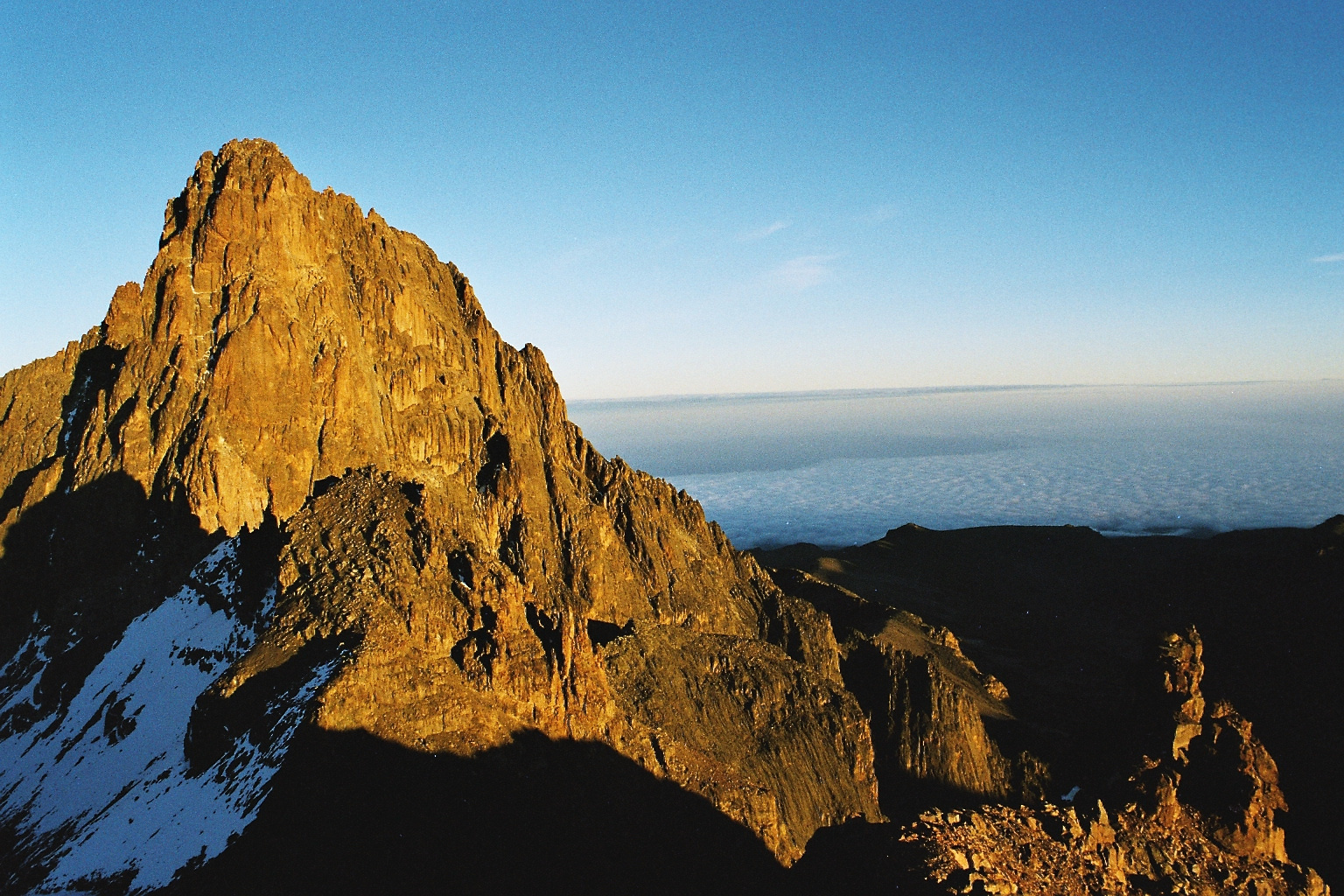
Blick vom Point Lenana zum Nelion

Nach dem Kilimandscharo-Massiv (5895 m), das sich etwa 325 km weiter südlich befindet, und vor dem Ruwenzori-Gebirge (5109 m), das 810 km weiter westlich liegt, stellt das Mount-Kenya-Massiv mit dem Batian (5199 m), seinem höchsten Gipfel, die zweite der drei höchsten Erhebungen des östlichen Afrikas und somit des ganzen Kontinents dar. Er ist weltweit einer der wenigen Orte am Äquator, an denen noch immer ganzjährig ununterbrochen Schnee und Eis liegt.
Die Regionen zwischen seinen höchsten, oft spitz aufragenden Gipfeln sind ab 4700 m teilweise vergletschert; insbesondere Mulden und sanft abfallende Berghänge sind stark vergletschert. Die größten der insgesamt acht Gletscher am Mount-Kenya-Massiv heißen Gregory und Lewis (zwischen Nelion und Point Lenana) und Tyndall (zwischen Batian und Point Pigott). Sie verlieren seit Jahrzehnten an Größe, was auf den Rückgang von Niederschlägen und die globale Erwärmung zurückzuführen ist.
Die Waldgrenze liegt bei etwa 3200 m; oberhalb davon erstreckt sich eine üppige Vegetation von Hochgras, Stauden und Buschwerk, die bis etwa 4000 m reicht. Das felsige Massiv beherbergt auch Firn- und Schneefelder, Gebirgsflüsse, Wasserfälle und Gebirgsseen, die sich in den ehemaligen Vulkankratern gebildet haben.
Weil sich an den Hochgebirgsregionen des Massivs sehr oft Wolken stauen, was meist zu starken und lang anhaltenden Niederschlägen führt, konnte sich an seinen Hängen ein schmaler Streifen Tropischer Regenwald entwickeln. Daher ragt das Massiv als grüne Insel aus der ostafrikanischen Trockensavanne auf, auf der majestätisch aufragende Gipfel thronen.

## Geologie
Das Mount-Kenya-Massiv liegt auf der ostafrikanischen Kontinentalplatte, die sich östlich des Großen Afrikanischen Grabenbruchs befindet, von dem sie sich pro Jahr um etwa zwei Zentimeter entfernt, so dass der Graben immer breiter wird und das Massiv, wenn die Driftbewegung dauerhaft anhält, in einigen Millionen Jahren vermutlich auf einer neuen Kontinentalplatte im Indik liegen wird.
Das Massiv liegt am Ostrand des Rift Valley, also des kenianischen Teils des in südöstlicher Richtung verlaufenden Seitenarms des Ostafrikanischen Grabenbruchs und ist ein erloschener Vulkan. Als sich diese Abzweigung aufzuspalten begann, entstanden vor etwa 3,5 Millionen Jahren an seinen Rändern und an seiner Sohle zahlreiche Vulkane, darunter auch das Mount-Kenya-Massiv mit seinen Schloten. Fortan war das Zentrum des Kirinyaga für etwa zwei Millionen Jahre ein aktiver Feuerberg – ein Vulkan, der einmal mehr als 7000 m Höhe erreicht hatte. Der letzte Vulkanausbruch des Mount Kenya fand Schätzungen zufolge vor 2,6 bis 3 Millionen Jahren statt. Der Stratovulkan stieg wahrscheinlich auf eine Höhe von ca. 19.700 Fuß, bevor er auf seine heutige Höhe von 17.057 Fuß erodiert wurde.
Tiefe Kraterlöcher, die sich mit Seen angefüllt haben oder von den Eismassen der Gletscher überlagert sind, einige Lavaströme und mehrere zurückgebliebene turm- und pyramidenartige Gipfel, die noch bis zu 5199 m hoch sind, zeugen noch von dieser Tätigkeit und der ehemaligen Berghöhe. Während die weicheren oder poröseren Gesteine im Lauf der Jahrmillionen erodierten, blieben die zuletzt genannten harten Kerne recht gut erhalten. Weil der Vulkan über mehrere Jahrtausende nicht ausbrach und wissenschaftlichen Studien zufolge wohl auch nicht mehr das Potential für weitere Ausbrüche hat, gilt er als erloschener Feuerberg.
Auf dem Bergmassiv befinden sich 12 Gletscherreste, die sich alle rasch zurückbilden, sowie vier Nebengipfel, die an der Spitze der U-förmigen Gletschertäler liegen. Das Gipfelgebiet besteht aus mehreren kleineren Gipfeln, die die beiden Hauptgipfel Nelion (5188 m) und Batian (5199 m) umgeben. Die meisten dieser Gipfel bestehen aus Syenit, das zum Klettern gut geeignet ist.

## Besiedlung und wirtschaftliche Bedeutung
Weite Teile der Hänge, die früher mit Wäldern bedeckt waren, wurden für den Anbau von Nahrungsmitteln und Nutzpflanzen gerodet. Die fruchtbaren Böden und die Wasserverfügbarkeit an den unteren Hängen des Mount Kenya begünstigen den landwirtschaftlichen Anbau einer großen Vielfalt von Pflanzen. Dazu gehören vor allem Tee, Kaffee, Weizen, Gerste, Reis, Bananen und Zitrusfrüchte, die hier angebaut werden. In dieser Region leben mehr als 200 000 Menschen, die überwiegend in der Landwirtschaft, Viehzucht und Forstwirtschaft tätig sind. Menschliche Siedlungen wie die der Kikuyu-, Embu- und Meru-Völker sind über diese Region des Berges verstreut. Die Wälder des Gebirges werden von der Holz-, Holzkohle- und Bauindustrie wegen ihrer Holzressourcen stark ausgebeutet. Die Verlockung, den schneebedeckten, hohen Berg zu besteigen und seine erstaunliche Artenvielfalt und natürliche Pracht zu bewundern, zieht jedes Jahr viele Touristen an, die das Einkommen der Einheimischen in der Region durch die florierende Tourismusindustrie erhöhen.

## Mythologische und religiöse Bedeutung
Der Mount Kenya wird von allen in seiner Nähe lebenden Gemeinschaften (Kikuyu, Meru und Embu) als heiliger Berg betrachtet. Kikuyu und Meru nutzen den Berg für traditionelle Rituale, die auf dem Glauben beruhen, dass ihr traditioneller Gott Ngai („Mwene Nyaga“) und seine Frau Mumbi auf dem Gipfel des Berges leben. Traditionelle Kikuyu richten ihre Gebete mit dem Gesicht zum Berg aus, in dem Glauben, dass ihr Gott „Mwene Nyaga“ sie am besten erhören würde.

## Geschichte, Erforschung

### Namensdeutung und Gottheit
Die einheimischen Kikuyu und Kamba nennen das riesenhafte Mount-Kenya-Massiv Kirinyaga und Kinyaa, was etwa „leuchtender Berg“ bedeutet. Dies gab dem Staat den englischen Namen Kenya. Das Massiv gilt nach wie vor als der Thron des Schöpfungsgottes Ngai wa Kirinyaga (Gott des Kirinyaga, auch: Mwene-Nyaga). Die Sage erzählt, dass der Gott nach der Schöpfung der Welt das Land unter den Menschen aufteilte und einem Mann namens Kikuyu vom Gipfel des Mount Kenya das Land zeigte, das ihm gehören sollte. Als Kikuyu zum Fuß des Berges zurückkehrte, fand er dort eine Frau. Ihre weiblichen Kinder wurden die Urmütter der neun Kikuyu-Stämme.

### Entdeckung
Das eisbedeckte Mount-Kenya-Massiv wurde 1849 für die westliche Welt „entdeckt“: Der deutsche Missionar und Afrikaforscher Johann Ludwig Krapf war der erste Europäer, der das Bergmassiv mit seinen schnee- und eisbedeckten Gipfeln erblickte. Bei seiner Rückkehr berichtete er von der weißen Pracht am Äquator. Die Botschaft vom „Schnee am Äquator“ wurde als Sinnestäuschung abgetan und erst 1883 von dem britischen Forscher Joseph Thomson bestätigt. Laut einheimischen Tourguides soll der Berg durch Krapf den Namen Kenya bekommen haben, da dieser das Wort Kirinyaga falsch verstanden habe. Eine andere Theorie besagt, dass das Wort Kenya sich von Kee Nyaa ableitet, was in der Sprache der Kamba so viel wie „Ort des Vogels Strauß“ heißt.

### 20. Jahrhundert
Während des Mau-Mau-Aufstands (1952 bis 1957), der stark von den Kikuyu getragen wurde, versteckten sich in seinen undurchdringlichen Wäldern die Freiheitskämpfer. Eine ihrer Höhlenunterkünfte ist heute noch südlich von Nanyuki zu besichtigen.

## Bergwelt

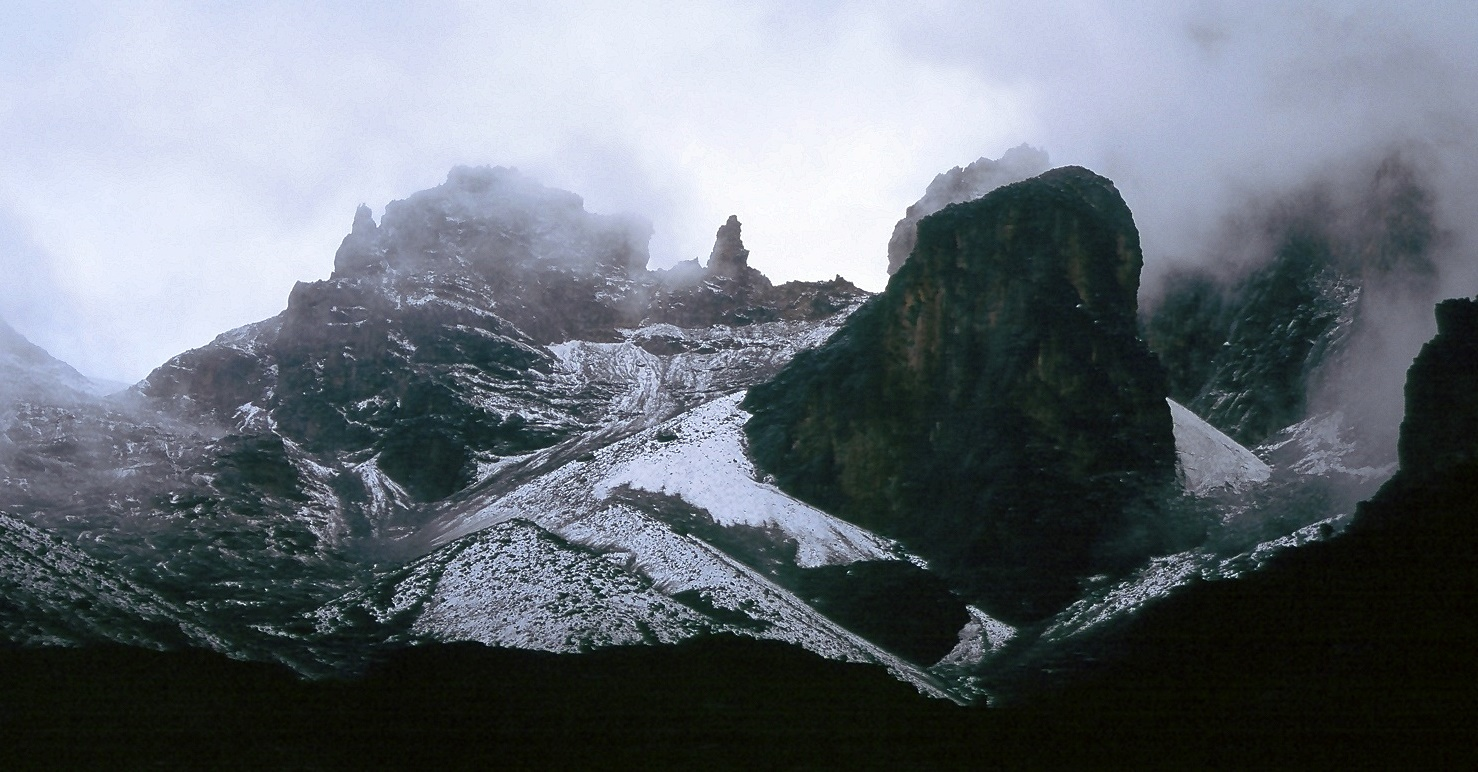
Krapf Rognon (4800 m) und Krapf-Gletscher

### Höchste Gipfel

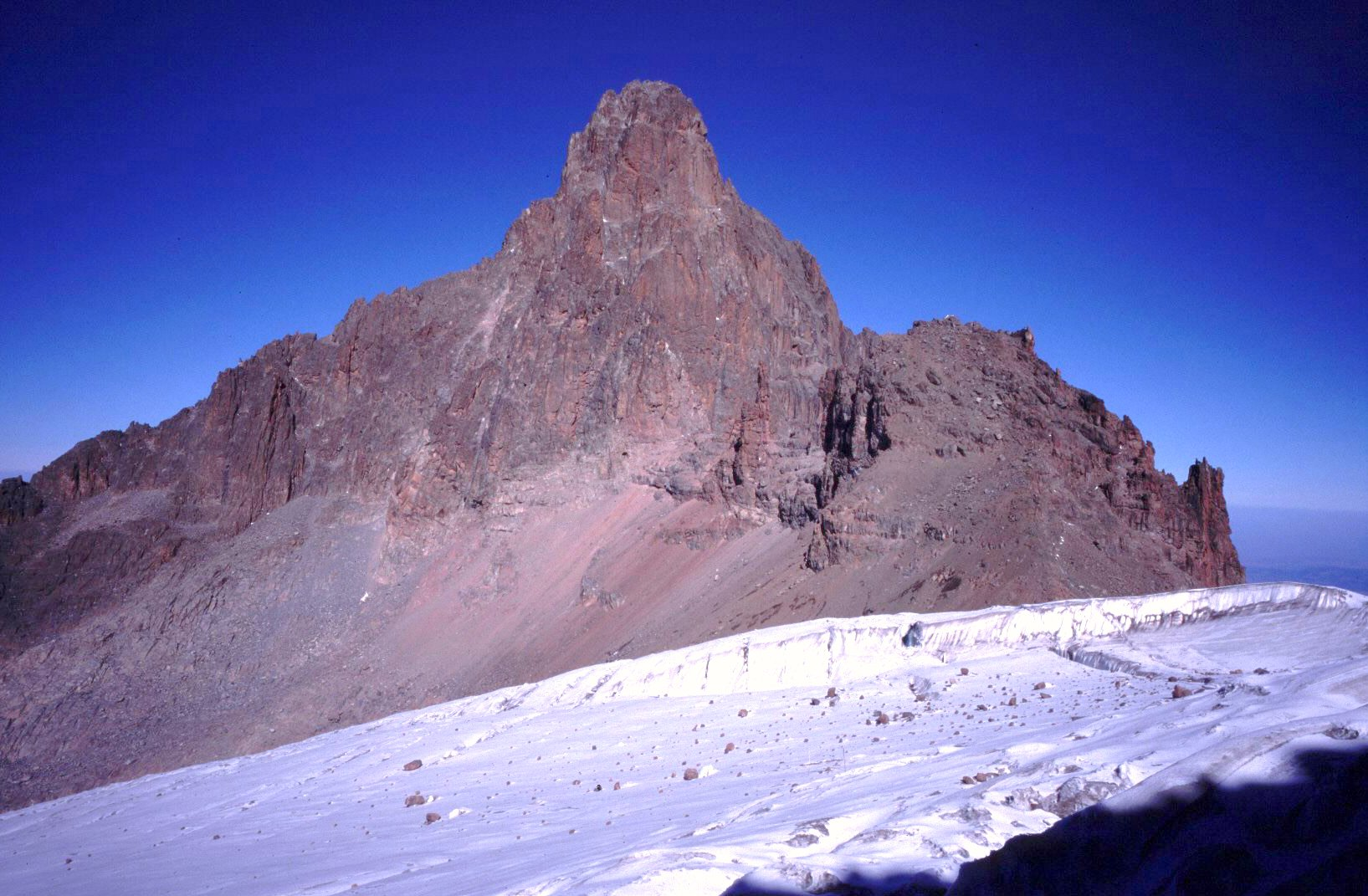
Mount Kenya

Das Mount-Kenya-Massiv in Zentral-Kenia ist etwa 90 km lang und 55 km breit mit einem meist aus spitzzackigen Gipfeln bestehenden Zentrum (Nord–Süd 10 km, West–Ost 15 km). Das Massiv hat mit Batian (5199 m), Nelion (5189 m) und Lenana (4985 m) drei Hauptgipfel, welche die Namen wichtiger Massai-Häuptlinge tragen. Nahezu alle Gipfel des Zentralmassivs liegen oberhalb der Schneegrenze; die Regionen zwischen den höchsten Gipfeln sind stark vergletschert.
Nahe beieinander liegende Berge und Berggipfel in der zentralen Hochgebirgsregion:
- Batian (5199 m)
- Nelion (5189 m)
- Lenana (4985 m)
- Pigott (4958 m)
- Krapf Rognon (4823 m),[19] benannt nach Johann Ludwig Krapf
- Tereri (4715 m)
- Sendeyo (4705 m)
- Midget (4701 m)

## Hütten (Auswahl)
- Howell-Biwakhütte, befindet sich auf dem Gipfel des Nelion (5189 m)[20]
- Top Hut (4790 m)
- Minte’s Hut (4297 m)

Die unbewirtschafteten Hütten auf dem Berg sind im Allgemeinen klein und schmutzig. Daher zelten viele. Die Chogoria-Route soll demnächst als reine Camper-Route ausgewiesen werden.

## Hauptsächliche Zugänge
Es ist ratsam, sich im Voraus über den aktuellen Zustand dieser Routen zu informieren.
Naro-Moru-Route: Asphaltierte Straßen führen bis in 170 km Entfernung von Nairobi. Das Parktor auf 2400 m liegt 17 km von der Stadt Naro Moru entfernt auf einer Schotterstraße. Mehrere Busse und Matatus verkehren zwischen Nairobi und Naro Moru.
Sirimon-Route: Geteerte Straßen führen nach Nanyuki, 190 km von Nairobi entfernt. Nach 15 km auf der Asphaltstraße nach Norden biegt man an einem Wegweiser rechts auf eine unbefestigte Straße ab, die nach 10 km zum Sirimon Gate (2700 m) führt. Die Asphaltstraße wird von Bussen und Matatus befahren.
Chogoria-Route: Eine Asphaltstraße führt nach Chogoria, 180 km von Nairobi entfernt, dann geht es auf einer unbefestigten Straße 9 km bis zum Forsttor, und nach weiteren 22 km erreicht man das Parktor und die Meru Mt Kenya Lodge Bandas auf 2900 m. Es gibt gute Bus- und Matatu-Verbindungen nach Chogoria.
Ein anderer Ausgangspunkt ist die Bantu Lodge, die einen Kilometer abseits der asphaltierten Hauptstraße und 5 km nördlich der Stadt Naro Moru liegt.

## Bergsteigen
Die Erstbesteigung des höchsten Berges des Massivs, des Batian, gelang 1899 dem Briten Sir Halford Mackinder mit Cesar Ollier und Joseph Brocherel. Der Nelion-Gipfel wurde von Eric Shipton und Wyn Harris erstmals bestiegen. Danach wurde der Batian erst wieder 1929 bestiegen. Der dritthöchste Gipfel, Lenana (4985 m), kann von Wanderern erreicht werden und wird jedes Jahr von Hunderten von Menschen bestiegen.
Das Mount-Kenya-Massiv kann als besucherfreundlicher Gebirgszug betrachtet werden: Zahlreiche Straßen aus allen Himmelsrichtungen führen bis auf etwa 3000 m Höhe an das Massiv heran, so dass eine Bergtour auf einer gewissen Starthöhe angegangen werden kann. Im Tal beginnen etwa 30 verschiedene Wege, die zuerst durch den artenreichen afromontanen Wald führen, um in den höheren Regionen nach und nach zusammenzutreffen. Auch sonst ist der Berg touristisch gut erschlossen, so dass es in seiner unmittelbaren Umgebung mehrere Camps und Lodges gibt, in denen man übernachten kann. Dort kann man sich akklimatisieren, um eine Expedition in das Zentrum des Massivs anzugehen.
Eine Ersteigung der höchsten Gipfel ist schwieriger als die des um 696 m höheren Kilimandscharos. Ortsansässige Führer können den Weg zeigen und Träger stehen für den Transport der Ausrüstung zur Verfügung. Insgesamt gibt es einige Dutzend Routen unterschiedlicher Schwierigkeitsgrade. Zurzeit sind die drei Standardrouten zum Aufstieg die Naro Moru Route, die Sirimon Route und die Chogoria Route. Die Hauptgipfel können auf verschiedenen Routen der UIAA-Schwierigkeitsstufen von IV bis VIII bestiegen werden. Die Normalroute auf den Nelion und den Batian (Südostseite) umfasst 300 m Kletterstrecke, die Schlüsselstelle ist Schwierigkeitsgrad IV und man benötigt 5 Stunden bis zum Nelion. Der größte Teil der Kletterei ist I/II, mit Seillängen von III+/IV-. An den Nebengipfeln gibt es auch verschiedene Felsrouten von III bis VIII+ und am ganzen Massiv gibt es auch technische (i. e. nicht frei gekletterte) Felsrouten. Wanderer mit guter Kondition und geeigneter Ausrüstung können den Aufstieg zum dritthöchsten Gipfel (Lenana) wagen, denn auf dem Weg dorthin sind zwar steile Wege und Schneefelder zu ersteigen, nicht aber Felswände und Gletscher. Technisch gesehen handelt es sich um eine anstrengende mehrtägige Hochgebirgstour.
Wegen der hohen Luftfeuchtigkeit (siehe hierzu und zu Reisezeit unter „Klima“) und der tropischen Hitze, die vor allem in den tieferen und mittleren Gebirgsregionen dominieren, und der Kälte auf den Gipfeln ist eine Ersteigung der Bergwelt ein recht anstrengendes Unterfangen: Inklusive Akklimatisation sollten dafür etwa fünf bis sieben Tage eingeplant werden, um Höhenkrankheit zu vermeiden. Die Akklimatisierungsprobleme auf dem Mount Kenya werden von vielen Besteigern unterschätzt, oft stürmen sie an einem Tag nach oben und sind dann zu krank, um die Gipfel zu besteigen. Es hat viele Fälle von Höhenlungenödemen gegeben, die hauptsächlich auf zu schnelles Erreichen großer Höhen zurückzuführen sind. Im Falle eines Lungenödems ist ein rascher Abstieg unumgänglich.
Bei klarem Wetter reicht der Blick von den verschiedensten Gipfeln in die fruchtbaren Ebenen, die das Gebirgsmassiv umgeben, oder bis in die weiten Trockensavannen und Wüsten, die sich in der Umgebung – vor allem weiter nördlich – anschließen.

## Flora und Fauna

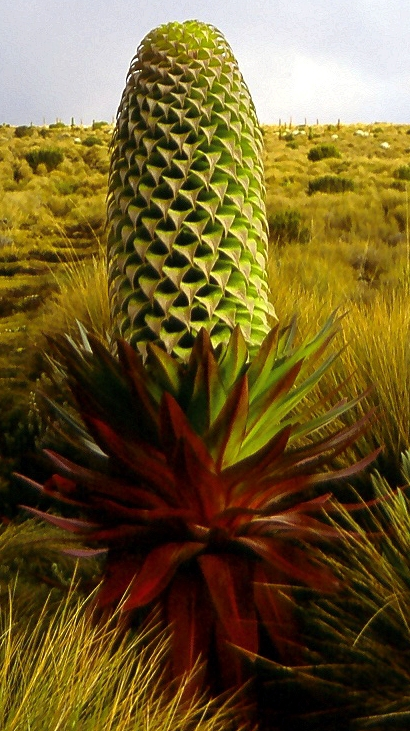
Lobelia deckenii in der afroalpinen Zone. Aus Lobelien-Blütenstängeln wird die Flöte ludaya hergestellt.

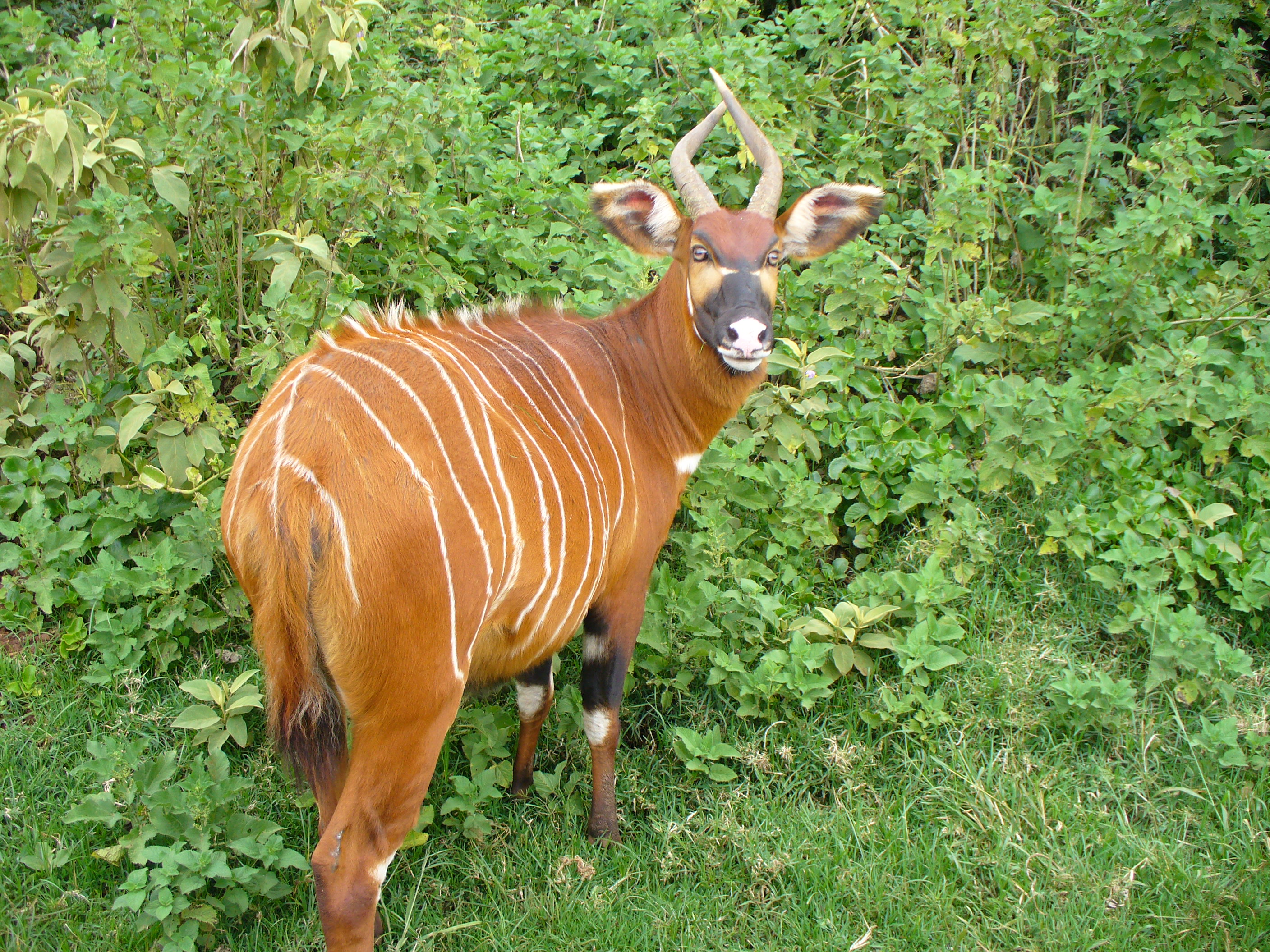
Ein Bongo auf dem Mount-Kenya-Massiv

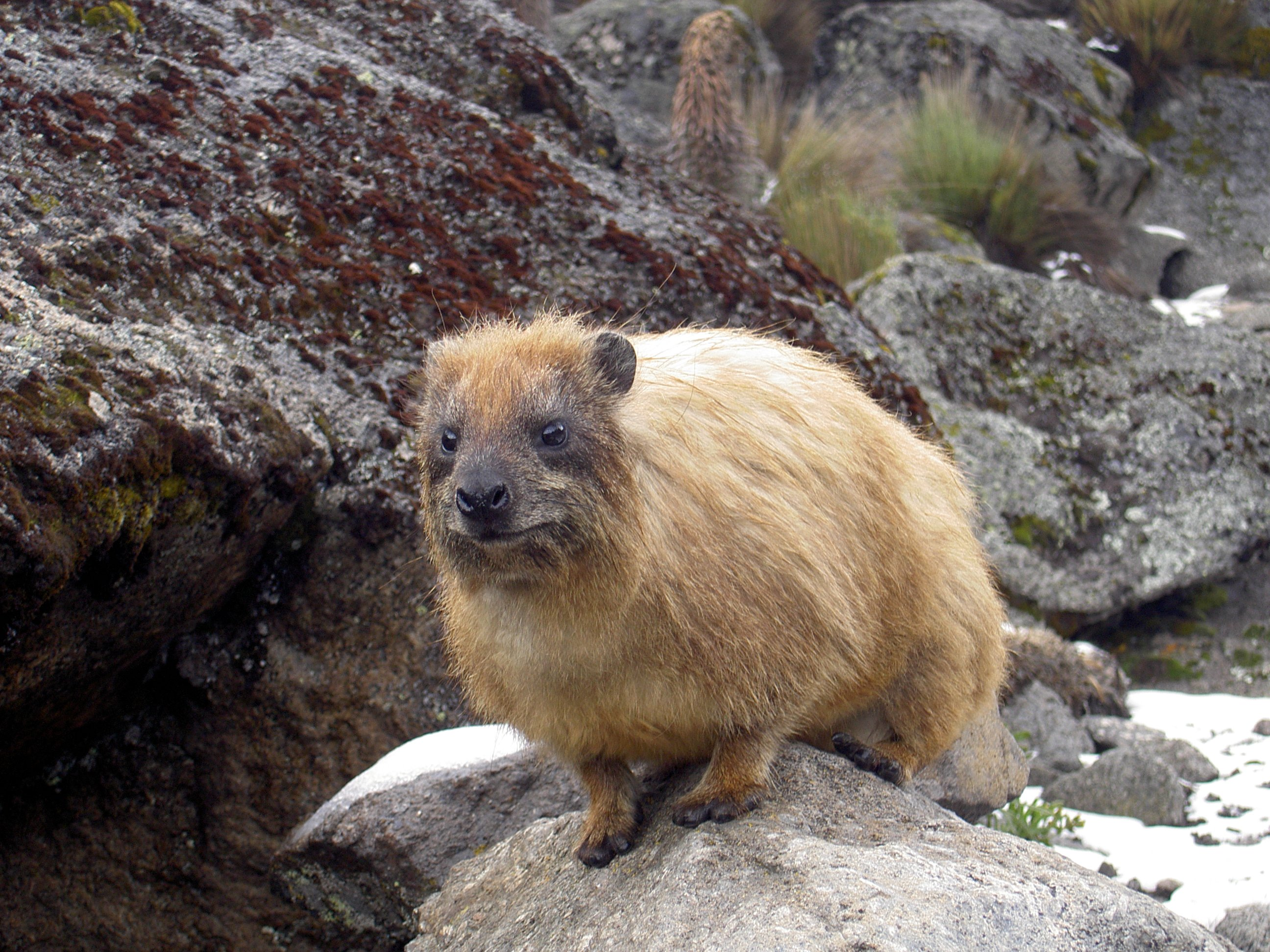
Ein Klippschliefer auf dem Mount Kenya

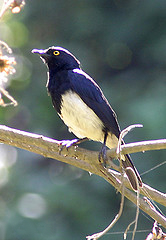
Männlicher Abbottstar (Poeoptera femoralis)

Das Mount-Kenya-Massiv stellt für die afrikanische Flora und Fauna einen wichtigen, üppigen und artenreichen Lebensraum dar.

### Flora
Das Waldgebiet des Mount Kenya ist der größte noch bestehende Urwald in Kenia. Es ist etwa 194.400 Hektar groß: 80.000 Hektar davon ist Bambus und 114.400 Hektar andere Waldflächen. Der größte Teil davon liegt im Nationalreservat, und nur kleine Teile des Waldes liegen innerhalb des Nationalparks. Bedingt durch das tropisch-feuchte Hochgebirgs-Klima hat sich nicht nur in den unteren Bergregionen eine einzigartige Flora entwickelt, in der ungezählte Pflanzenarten gedeihen.
Wenn man den steilen Gipfel des Mount Kenya erklimmt, sinkt die Temperatur, und die Landschaft ändert sich dramatisch von den Savannengrasflächen am Fuße des Berges zu den Wäldern mit hohen Laubbäumen an den unteren Berghängen. Höher oben wird der Wald von Steineiben und Zedern dominiert.
Oberhalb von 3.000 Metern gibt es Bambusvegetation und weiter oben einen noch dünneren Wald mit moosbewachsenen Kosobäumen und mannshohem Johanniskraut.
Oberhalb von 4.000 Metern schließlich liegt die alpine Zone, in der weniger Regen fällt und es nachts Frost gibt. Auf feuchtem, felsigem Boden wachsen Riesenlobelien und Kreuzkraut, das 4,5 bis 5 m hoch wird. Strohblumen breiten sich über diese Heidelandschaft aus, ebenso wie die Büschel aus stacheligem Tussockgras.
Oberhalb von 5.000 Metern ist die Landschaft karg, es dominieren kahle Felsen und Schnee, Gletscher und Tümpel.
Ähnlich wie am Kilimandscharo umgeben den Fuß des Massivs fruchtbare Äcker und Felder: Dort werden Bohnen, Mais, Kaffee und Tee angebaut. Im verhältnismäßig trockenen Klima der Westflanke wird Viehzucht betrieben. Die oberste Grenze des afroalpinen Bergwalds befindet sich in etwa 3000 m bis 3500 m Höhe; die Gegend oberhalb 3200 m Höhe gehört zum Mount-Kenya-Nationalpark. Darüber herrscht eher aufgelockerter Bewuchs vor, der allmählich von Geröllhalden und ab etwa 4300 m Höhe von den Gletscherbereichen abgelöst wird.

### Fauna

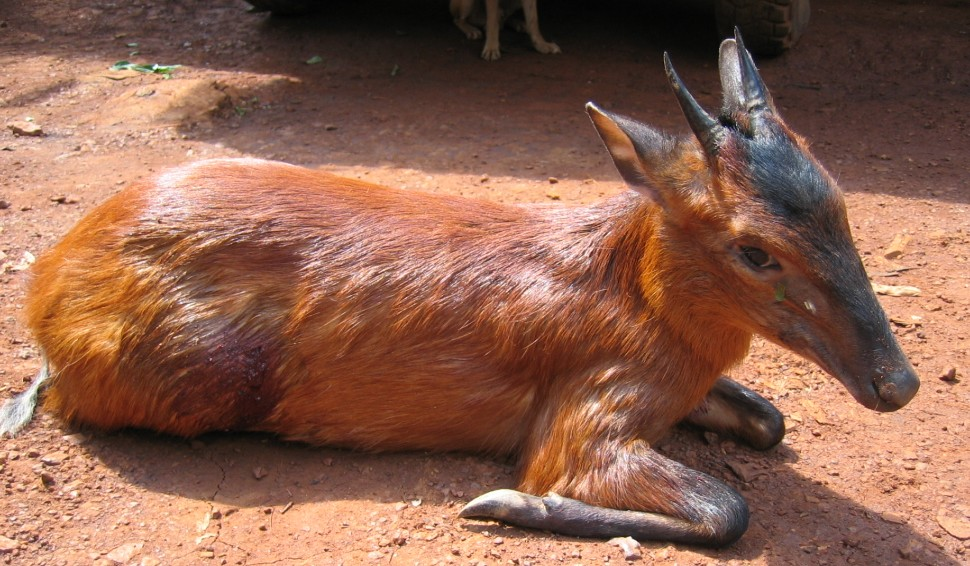
Schwarzstirnducker (Cephalophus nigrifrons)

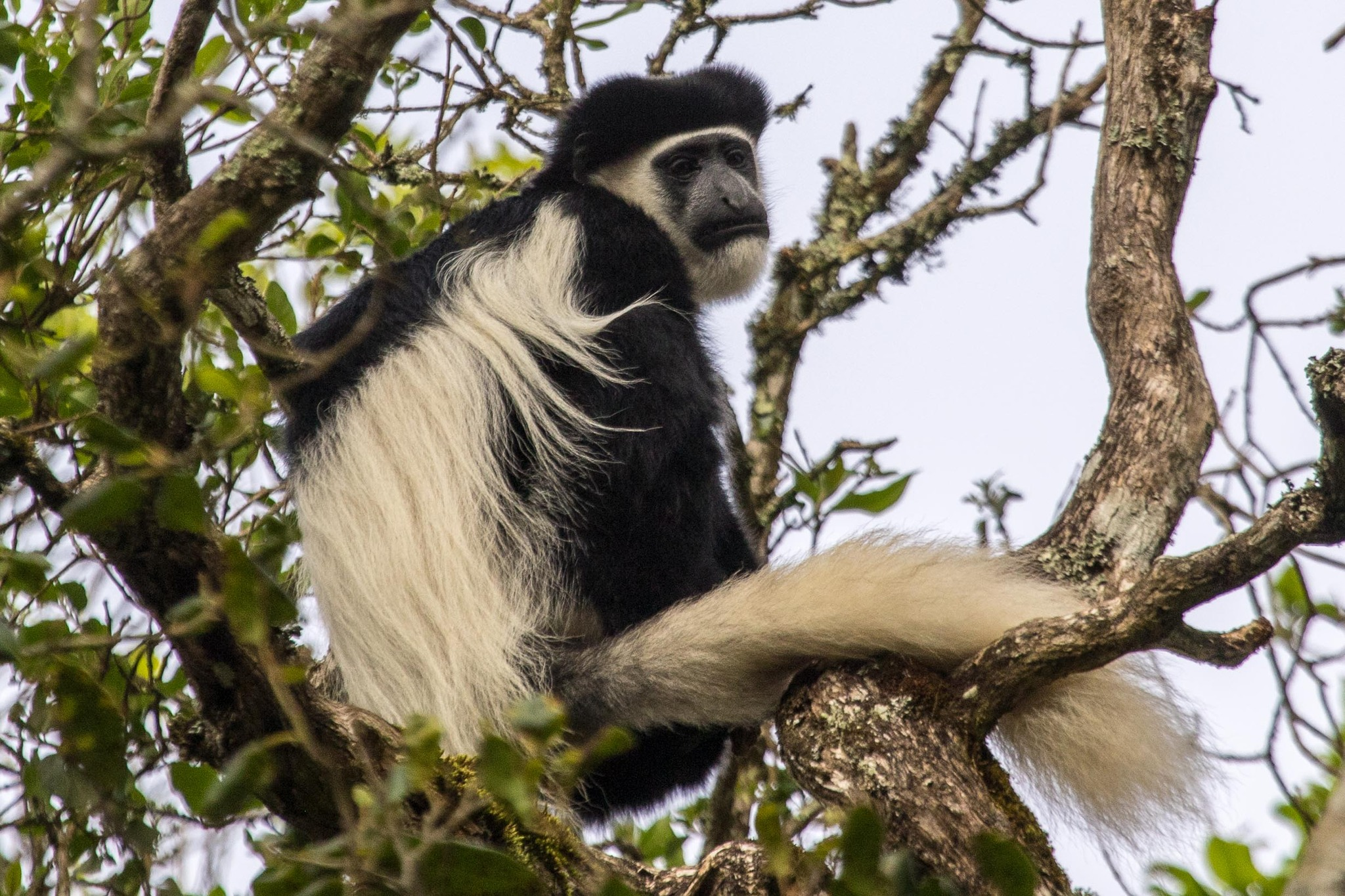
Mantelaffe (Colobus guereza kikuyuensis)

In der Gebirgswelt leben hunderte Tierarten, die teils bis in die Gipfelregionen vordringen. Der Wald des Mount Kenya weist eine reiche biologische Vielfalt an Pflanzen- und Tierarten sowie an Ökosystemen auf. Der Wald beherbergt viele bedrohte Arten, darunter den Schwarzstirnducker (Cephalophus nigrifrons). Er beherbergt auch einen bedeutenden Teil der kenianischen Hochland- und Waldvogelarten, eine große Vielfalt an Schmetterlingen, Insekten und wirbellosen Tieren sowie eine Vielzahl von Säugetieren, darunter Elefanten, Riesenwaldschweine und Bongos. Mantelaffen der Unterart Colobus guereza kikuyuensis schwingen sich durch das Geäst, während Buschböcke im Dickicht leben. Papageien, Glanzhaubenturakos, Silberwangenhornvögel, Abbottstare (Poeoptera femoralis) und viele andere Vogelarten leben zwischen den Wipfeln. Selbst in einer Höhe von 4.000 Metern gibt es Tiere und Vögel wie Schwarzstirnducker, Jackson’s Frankolin, Bergkehlchen, Nektarvögel, Klippschliefer und sogar gelegentlich einen Leoparden. 1973 waren es im Mount-Kenya-Nationalpark 2500 Afrikanische Elefanten, 1977 wurden etwa 3000 und 1987 ungefähr 2000 Tiere gezählt. Die Aufrechterhaltung eines 9,8 km langen Elefantenkorridors, der den Mount Kenya mit den Tieflandgebieten des „Lewa Wildlife Conservancy-Ngare Ndare Forest Reserve“ (LWC-NNFR) und diese miteinander verbindet, ist von Bedeutung, um eine zusammenhängende Verbindung zwischen den beiden Komponenten des Gebietes zu schaffen und dadurch die Bewegungen der Wildtiere zu unterstützen und die Auswirkungen des Klimawandels abzufedern.

## Klima

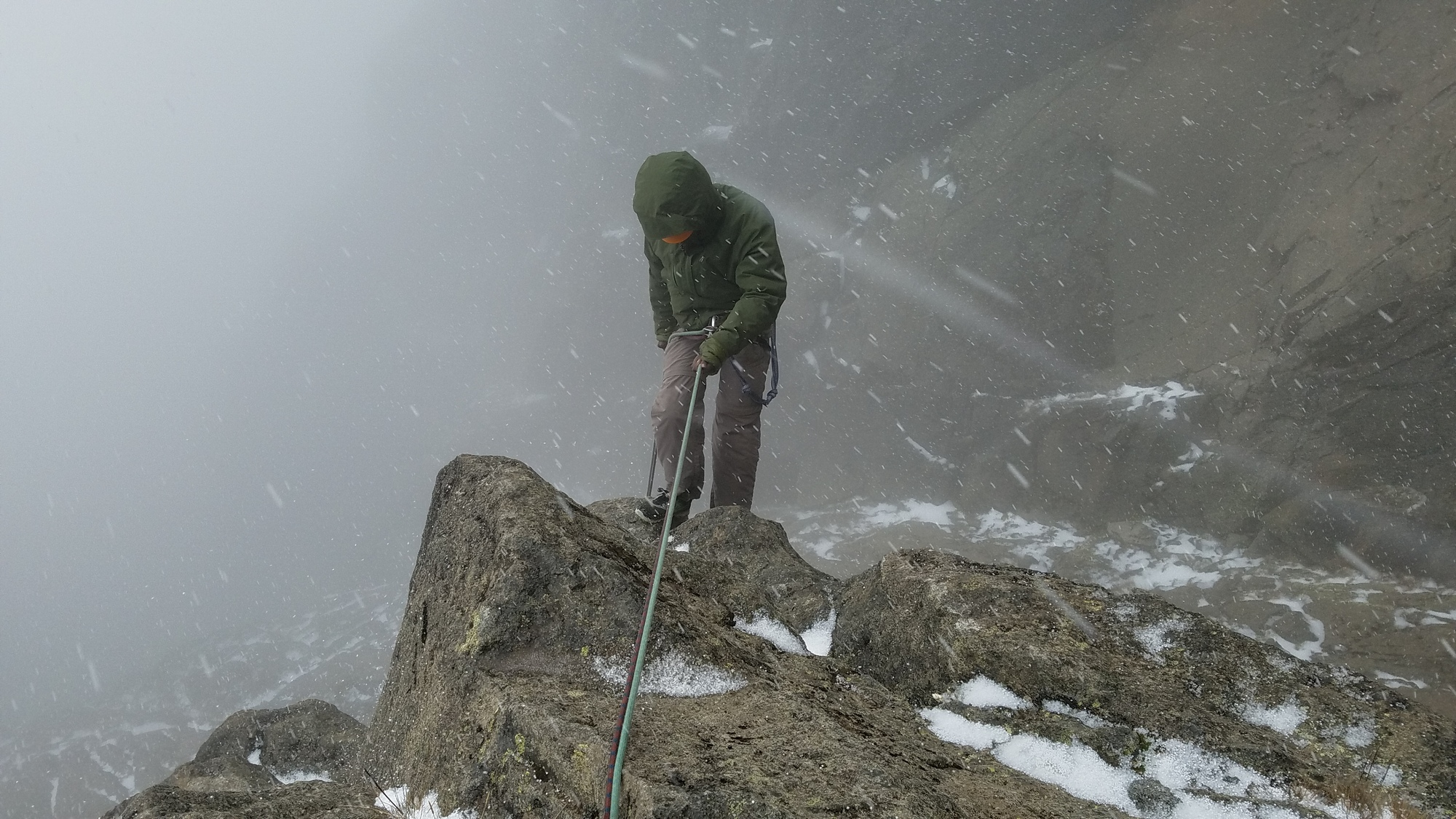
Schneesturm auf Mount Kenya im Juli

Im Mount-Kenya-Massiv herrscht ein tropisch feuchtes Klima vor, das sich durch eine sehr hohe Luftfeuchtigkeit und große Niederschlagsmengen (es regnet an rund 200 Tagen pro Jahr) auszeichnet, so dass sich die unteren Berghänge in Schlammrutschbahnen verwandeln. Der Jahresniederschlag variiert zwischen etwa 1000 mm an den Nordhängen und 2200 bis 3800 mm im Südosten. Weil die Verdunstung durch die feucht-warmen Aufwinde recht stark ausfällt, sind die Gipfelregionen des Gebirges oft von Wolken umhüllt. Tropisch-feuchte Witterung herrscht in den tieferen Gebieten vor und eher eisig-feuchte Kälte auf den Gipfeln (Vgl. FIEBIG 2010, S. 497).
Januar und Februar sind die besten Monate, um den Aufstieg über die Südseite zu wagen, für die Nordseite sind dies August und September; dann hat man jeweils die Chance eine recht trockene Witterung zu erlangen in der sonst tropisch-feuchten Regenwald-Hochgebirgsgegend.

## Bedrohung durch den Klimawandel
Der Klimawandel ist wahrscheinlich eine der größten langfristigen Bedrohungen für das Gebiet. Die Gletscher schmelzen schnell und scheinen innerhalb weniger Jahrzehnte ganz zu verschwinden. Mit der Erwärmung des Klimas ist zu erwarten, dass sich die Vegetationszonen weiter nach oben verlagern werden. So werden beispielsweise die unteren Teile der Bambuszone, die an der unteren Grenze des Geländes vorkommen, wahrscheinlich allmählich durch montanen Mischwald ersetzt werden.
Schätzungen zufolge sind fast 7 Millionen Menschen für ihren Lebensunterhalt und ihre Lebensweise von den Wasserressourcen des Mount Kenya abhängig. Das Schrumpfen der Gletscher des Berges, das auf eine Kombination aus globaler Erwärmung, illegalen Bewässerungspraktiken, extensiver Viehweide an den Berghängen und der Abholzung großer Teile der Bergwälder zurückzuführen ist, hat jedoch zu einer Verringerung der Wasserspeicherkapazität des Berges geführt. Dies bedroht das Wohlergehen der Bewohner in den angrenzenden Regionen des Berges.

## Weitere Destabilisierungen des Ökosystems
Illegaler Holzeinschlag, die Ausdehnung menschlicher Siedlungen, die Rodung von Land für die Landwirtschaft, einschließlich des Marihuanaanbaus, die Wilderei wildlebender Arten und die Zunahme von Waldbränden haben zu einer Destabilisierung des Ökosystems des Mount Kenya geführt.

## Orte
Unter anderen befinden sich diese Orte im oder rund um das Mount-Kenya-Massiv:
- Nyeri – Ort im Westen
- Naro Moru – Ort im Westen, bedeutendster Ort zum Aufstieg
- Nanyuki – Ort im Nordwesten
- Embu – Ort im Südosten
- Chogoria – Ort im Osten
- Meru – Ort im Nordosten
- Ena – Ort im Südosten

## Medien
- H. Fiebig: Kenia. Reise-Know-How-Verlag Rump, Bielefeld 2010, ISBN 978-3-8317-1740-8.
- Still Alive – Drama am Mt. Kenya – Dokumentation (2016) über eine Rettungsaktion 1970. Regie: Reinhold Messner.